# باشگاه بدون نام‌ها
باشگاه بدون نام‌ها یا باشگاه ان.ان. یا ان.ان. کیلبرن (به انگلیسی: N.N. Club - N.N. Kilburn)؛ ان.ان. مخفف «بدون نام‌ها»، یک باشگاه فوتبال آماتور انگلیسی بود که در منطقه کیلبرن لندن مستقر بود.

## تاریخچه
اولین بازی‌های ثبت‌شده از این باشگاه، دو پیروزیشان مقابل بارنز در ژانویه و آوریل ۱۸۶۳ بود. این تیم یکی از یازده تیم بنیان‌گذار اتحادیه فوتبال در ۲۶ اکتبر ۱۸۶۳ بود، و کاپیتان تیم، آرتور پمبر، نماینده باشگاه در اتحادیه بود که به عنوان اولین رئیس اتحادیه فوتبال انگلستان انتخاب شد.
اگرچه بی‌نام‌ها، یکی از بنیانگذاران اتحادیه فوتبال بودند و در سال ۱۸۶۶ یکی از تنها سه باشگاهی بودند که منحصراً طبق قوانین فوتبال بازی می‌کردند، اما این باشگاه هرگز به عنوان یکی از باشگاه‌های برتر در نظر گرفته نشد و پس از مهاجرت آرتور پمبر در سال ۱۸۶۸، توجه به این باشگاه کاهش یافت. در فصل ۷۰–۱۸۶۹، باشگاه اغلب مجبور بود بدون کاپیتان جدیدش تبوت بازی کند و در آخرین بازی ثبت شده از این باشگاه به تاریخ ۵ فوریه ۱۸۷۰ که شکست مقابل آپتون پارک نتیجه‌اش بود، تنها هفت بازیکن برای بازی حاضر شدند.
باشگاه در آن ماه نماینده‌ای را به جلسه سالانه اتحادیه فوتبال فرستاد و در اولین بازی بین انگلیس و اسکاتلند به تاریخ ۳ مارس ۱۸۷۰، نام دو بازیکن از این باشگاه به نام‌های آلفرد بیکر و جورج گوردون در فهرست تیم انگلیس ثبت شده است، اما برنامه‌ریزی‌های منتشر شده بعدی از بازی‌ها، هیچ فعالیتی از باشگاه بدون نام‌ها را نشان نمی‌دهند و هیچ نتیجه دیگری برای باشگاه در دسترس نیست. این باشگاه از سال ۱۸۷۱ به بعد در فهرست اعضای اتحادیه فوتبال وجود ندارد.
گفته می‌شود باشگاه بروندزبری که در سال ۱۸۷۱ تأسیس شد، تلاشی برای احیای باشگاه بدون نام‌ها بود و گاهی با عنوان بروندزبری ان.ان.، نامش ثبت می‌شد.

## رنگ‌ها
رنگ پیراهن باشگاه آبی بود و عبارت N.N. با حروف قرمز روی سینه گلدوزی شده بود.

## زمین
این باشگاه در ابتدا در زمینی مجاور جاده اجور در کیلبرن بازی می‌کرد، اما از دسامبر ۱۸۶۶ تا فصل بعد نتوانست میزبان رقبایش باشد چراکه اغلب زمینش زیر آب بود؛ در سال ۱۸۶۷، باشگاه زمینی در نزدیکی کلیسای سنت مارک به دست آورد، که فاصله‌اش با ایستگاه جاده اجور، به اندازه ۱۰ دقیقه پیاده‌روی بود. در سال ۱۸۶۹، به زمین سابقش در جاده اجور در مجاورت ایستگاه بازگشتند.

## لقب
لقب باشگاه، «گل‌مال‌شده‌ها» بود که از وضعیت نامناسب زمین اصلیشان در جاده اجور گرفته شده است، زمینی که در توصیفش آن را «باتلاق» می‌نامیدند.

## یادداشت
1. ↑  The Mudlarks
2. ↑  Edgware Road
3. ↑  C. M. Green
4. ↑  J. H. Rushworth
5. ↑  N.N. (No Names)
6. ↑  Tebbutt
7. ↑  St Mark's Church